# Häutligen
Häutligen (von den Einheimischen als Hütlige ausgesprochen) ist eine politische Gemeinde im Verwaltungskreis Bern-Mittelland des Kantons Bern in der Schweiz.

## Geographie
Häutligen liegt auf 762 m ü. M., 3 km südsüdwestlich von Konolfingen und 12 km nördlich der Stadt Thun (Luftlinie). Das Bauerndorf erstreckt sich an aussichtsreicher Lage am sanft gegen das Aaretal hin abfallenden Westhang des Lochenbergs, rund 230 m über der Aareniederung, im voralpinen Hügelland.
Die Fläche des 3,07 km² grossen Gemeindegebiets umfasst einen Abschnitt des voralpinen Hügellandes östlich des Aaretals. Zum Gebiet gehören die Waldhügel von Lochenberg (846 m ü. M.), Egg (836 m ü. M.) und Hubewald (mit 865 m ü. M. die höchste Erhebung von Häutligen), welche zusammen einen breiten Höhenrücken zwischen dem Aaretal im Westen und dem Chisental im Osten bilden. Die östliche Grenze liegt auf der Kante oberhalb des Steilabfalls zum Chisetal. Nach Westen erstreckt sich der Gemeindeboden über einen sanft geneigten, offenen Hang hinunter bis auf das Plateau von Tannli und zum Rütiholz. Von der Gemeindefläche entfielen 1997 3 % auf Siedlungen, 28 % auf Wald und Gehölze und 69 % auf Landwirtschaft.
Zu Häutligen gehören verschiedene Einzelhöfe. Nachbargemeinden von Häutligen sind Konolfingen, Freimettigen, Oberdiessbach, Wichtrach und Münsingen.

## Geschichte
Das Gemeindegebiet von Häutligen war vermutlich schon während der Zeit der Kelten besiedelt. Hier wurden verschiedene Einzelfunde und Grabhügel aus der Latènezeit entdeckt. Die erste urkundliche Erwähnung des Ortes erfolgte 1240 unter den Namen Hutlingen und Huitlingen. Später erschienen die Bezeichnungen Hüttlingen (1452) und Häutligen (1838). Der Ortsname geht auf den althochdeutschen Personennamen Hutilo zurück und bedeutet demnach bei den Leuten des Hutilo.
Seit dem Mittelalter gehörte Häutligen verschiedenen Herren, darunter der Familie Senn von Münsingen. Die Oberhoheit über das Gebiet ging 1406 von den Grafen von Kyburg an Bern über, und Häutligen war fortan dem Landgericht Konolfingen unterstellt. Nach dem Zusammenbruch des Ancien Régime (1798) gehörte das Dorf während der Helvetik zum Distrikt Höchstetten und ab 1803 zum Oberamt Konolfingen, das mit der neuen Kantonsverfassung von 1831 den Status eines Amtsbezirks erhielt.

## Bevölkerung
Mit 267 Einwohnern (Stand 31. Dezember 2023) gehört Häutligen zu den kleinen Gemeinden des Kantons Bern. Von den Bewohnern gaben im Rahmen der Volkszählung 2000 99,6 % Deutsch als Muttersprache an. Die Bevölkerungszahl von Häutligen belief sich 1850 auf 264 Einwohner, 1900 auf 263 Einwohner. Im Verlauf des 20. Jahrhunderts pendelte die Bevölkerungszahl stets im Bereich zwischen 210 und 270 Personen.

## Politik
Bei den Nationalratswahlen 2023 betrugen die Wähleranteile in Häutligen (in Klammern die Veränderung im Vergleich zu den Wahlen 2019 in Prozentpunkten): SVP 65,25 % (+2,94), EVP 6,52 % (−1,44), Mitte 6,42 % (−0,10), Grüne 5,49 % (−2,80), EDU 3,45 % (+2,77), FDP 3,07 % (−0,38), glp 3,03 % (+0,95), SP 2,94 % (+0,94), BSL (Bürgerliche Stadt- und Landliste) 2,0 % (2,0), Weitere 3,84 % (−2,88).

## Wirtschaft
Häutligen war bis in die zweite Hälfte des 20. Jahrhunderts ein vorwiegend durch die Landwirtschaft geprägtes Dorf. Noch heute haben die Milchwirtschaft, die Viehzucht und der Obstbau einen wichtigen Stellenwert in der Erwerbsstruktur der Bevölkerung. Einige weitere Arbeitsplätze sind im lokalen Kleingewerbe und im Dienstleistungssektor vorhanden. In den letzten Jahrzehnten hat sich das Dorf dank seiner attraktiven Lage zu einer Wohngemeinde entwickelt. Viele Erwerbstätige sind deshalb Wegpendler, die hauptsächlich in Konolfingen und im Raum Bern-Thun arbeiten.

## Verkehr
Die Gemeinde liegt abseits der grösseren Durchgangsstrassen, ist aber von Münsingen leicht erreichbar. Der nächste Anschluss an die Autobahn A6 (Bern–Thun) befindet sich rund 8 km vom Ortskern entfernt. Häutligen besitzt keine Anbindung an das Netz des öffentlichen Verkehrs.

## Sehenswürdigkeiten
Im alten Ortskern sind charakteristische Bauernhäuser des bernischen Landstils aus dem 17. bis 19. Jahrhundert erhalten. Als ältester Bau gilt ein Speicher, der im Jahr 1570 errichtet wurde. Häutligen besitzt keine eigene Kirche, es gehört zur Pfarrei Konolfingen.